# Estação Villaverde Alto
Villaverde Alto é uma estação das linhas C-4 e C-5 da rede de Cercanías de Madrid e da linha 3 situada entre as ruas Domingo Párraga e Valle de Tobalina, no distrito madrileno de Villaverde.

## História
A estação de comboios existe desde 1876, sendo desde 1879 o ponto no qual se dividiam as duas linhas ferroviárias que partiam com destino a Torrijos e Cidade Real. Nos anos 80 incorporou-se à rede de Cercanías de Madrid formando parte das linhas C-4 e C-5 da rede de Cercanías de Madrid e foi remodelada de modo a eliminar as passagens de nível pedonais.
No dia 21 de Abril de 2007 inaugurou-se a estação de metro, situada sob a estação de cercanías e terminal da linha 3.

## Acessos

### Vestíbulo Villaverde Alto
- Valle de Tobalina Rua Valle de Tobalina, 42
- Elevador Rua Valle de Tobalina, 42

### Vestíbulo Cercanías Renfe
- Domingo Párraga Rua Domingo Párraga, s/n

## Linhas e ligações

Plano zonal com as linhas de autocarro que dão serviço à estação.

### Comboio
| Procedência/Destino                  | Estação anterior | Linha | Próxima estação            | Destino/Procedência |
| ------------------------------------ | ---------------- | ----- | -------------------------- | ------------------- |
| Alcobendas-S.S. Reyes Colmenar Viejo | Villaverde Bajo  |       | Las Margaritas Universidad | Parla               |
| Humanes Fuenlabrada                  | Zarzaquemada     |       | Puente Alcocer             | Móstoles-El Soto    |

### Metro
| Procedência/Destino | Estação anterior | Linha | Próxima estação | Destino/Procedência |
| ------------------- | ---------------- | ----- | --------------- | ------------------- |
| Moncloa             | San Cristóbal    |       | El Casar        | El Casar            |

### Autocarros

#### Urbanos
| linha | destino                       | paragem                                 |
| ----- | ----------------------------- | --------------------------------------- |
| 22    | Plaza de Legazpi              | 3899 ESTAÇÃO CERCANÍAS VILLAVERDE ALTO  |
| 79    | Plaza de Legazpi              | 3901 DOMINGO PÁRRAGA-PºALBERTO PALACIOS |
| 79    | Villaverde Alto               | 3900 DOMINGO PÁRRAGA-PºALBERTO PALACIOS |
| T41   | Polígono Industrial La Resina | 3899 ESTAÇÃO CERCANÍAS VILLAVERDE ALTO  |
| N14   | Plaza de Cibeles              | 3901 DOMINGO PÁRRAGA-PºALBERTO PALACIOS |
| N14   | Villaverde Alto               | 3900 DOMINGO PÁRRAGA-PºALBERTO PALACIOS |

#### Interurbanos
| linha | destino              | paragem                    | empresa                        |
| ----- | -------------------- | -------------------------- | ------------------------------ |
| 432   | Cruce de Villaverde  | C/Domingo Párraga, impares | Transportes de Cercanías, S.A. |
| 432   | Leganés (Montepinos) | C/Domingo Párraga, 30      | Transportes de Cercanías, S.A. |